# Edward Alphonso Goldman
Edward Alphonso Goldman (7 de julho de 1873 - 2 de setembro de 1946) foi um naturalista de campo e mamalogista estadunidense. Trabalhou extensivamente no México com Edward William Nelson e descreveu e revisou muitos grupos de mamíferos. Foi considerado um dos maiores especialistas em mamíferos da América do Norte.

## História
Ele nasceu Edward Alphonso Goltman em Mount Carroll, Illinois, em 7 de julho de 1873, filho de Jacob H. e Laura C. Goltman, pais franco-alemães-americanos. Eles eram originários da Pensilvânia antes de se mudarem para Illinois, depois para Nebraska, onde Jacob mudou o sobrenome para Goldman e, finalmente, para a Califórnia. Lá, Jacob, que tinha interesse em história natural, conheceu o naturalista Edward William Nelson, que estava procurando um assistente, por volta de 1891. O jovem Edward tornou-se esse assistente, iniciando uma amizade e um relacionamento profissional com Nelson que duraria até a morte deste último. Goldman saiu-se bem em sua primeira viagem conjunta de coleta na Califórnia, que terminou em janeiro de 1892, e depois partiu para o México com Nelson para uma viagem de três meses. Na verdade, eles permaneceram por quatro anos, iniciando um relacionamento com o México que os levaria a quase todos os cantos do país e resultaria na coleta de mais de 20.000 espécimes de mamíferos.
Ele conheceu Emma May Chase em 1901 e se casou com ela no ano seguinte, gerando três filhos. A partir de 1910, ele participou de uma pesquisa biológica na Zona do Canal do Panamá, realizando uma pesquisa de base para avaliar o impacto ambiental do Canal do Panamá. Enquanto estava nos Estados Unidos, Goldman desempenhou muitas outras funções e, durante a Primeira Guerra Mundial, foi major das Forças Armadas dos EUA na França, trabalhando no controle de roedores. Depois de ser liberado das funções administrativas em 1928, ele pôde dedicar todo o seu tempo ao estudo científico e continuou mesmo depois de sua aposentadoria em 1944. Goldman coletou seu último mamífero em 4 de abril de 1946 - um geomiídeo da Flórida. Ele continuou a trabalhar com mamíferos mexicanos até sofrer um derrame em 30 de agosto de 1946; ele morreu em 2 de setembro de 1946 e foi enterrado no Cemitério Nacional de Arlington em 6 de setembro.

## Trabalhos
Goldman publicou 206 artigos durante sua vida e descreveu mais de 300 novos mamíferos. Em 1941, ele havia descrito mais mamíferos novos do que qualquer outro cientista vivo. Mais de cinquenta animais foram batizados em sua homenagem, incluindo vários mamíferos, alguns pássaros, um lagarto (Sceloporus goldmani [en]), uma cobra, uma tartaruga, um sapo e um molusco. Há até mesmo um Goldman Peak na Baixa Califórnia. Em 1946, ele se tornou o presidente da Sociedade Americana de Mamalogistas [en].
Goldman era um defensor do extermínio de grandes predadores, como lobos e coiotes, e foi fundamental na promoção de programas para esse fim por meio do Escritório de Pesquisa Biológica. Ele é creditado por descrever o coiote como o “arquipredador de nosso tempo”.